# Enan (socken)
Enan (kinesiska: 俄南乡, 俄南) är en socken i Kina. Den ligger i provinsen Sichuan, i den sydvästra delen av landet, omkring 570 kilometer väster om provinshuvudstaden Chengdu. Antalet invånare är 1 456. Befolkningen består av 762 kvinnor och 694 män. Barn under 15 år utgör 26,0 %, vuxna 15-64 år 67 %, och äldre över 65 år 6,0 %.
Genomsnittlig årsnederbörd är 810 millimeter. Den regnigaste månaden är juli, med i genomsnitt 191 mm nederbörd, och den torraste är december, med 2 mm nederbörd.